# 모리시타 고이치

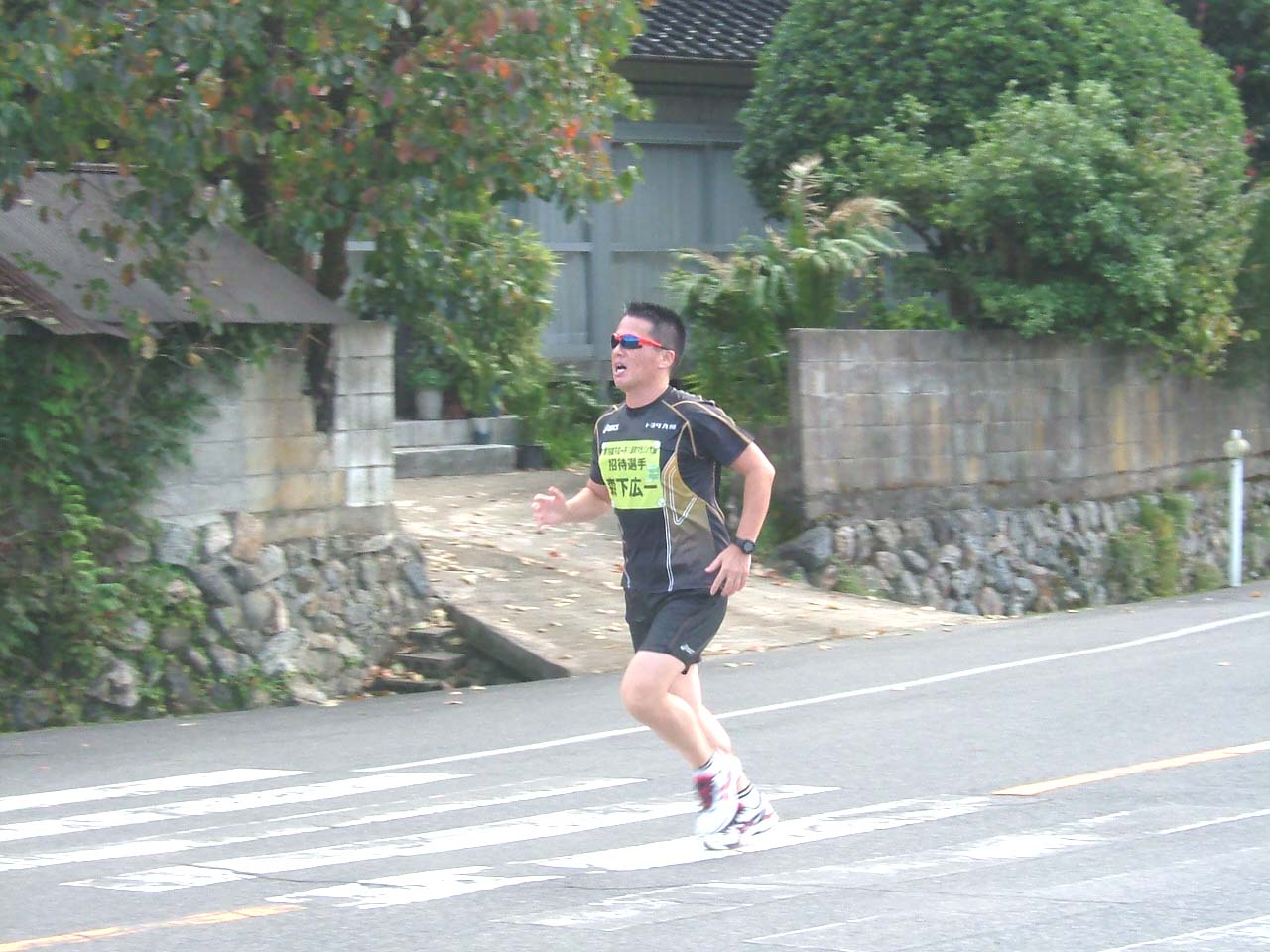

모리시타 고이치(일본어: 森下 広一 もりした こういち[*], 1967년 9월 5일 ~ )는 은퇴한 일본의 장거리달리기 선수이다.
돗토리현 야즈군에서 태어난 모리시타는 1992년 바르셀로나 올림픽 마라톤에서 황영조에게 밀려 2위를 하였다.
올림픽 메달의 외부로 그의 업적들은 벳푸-오이타 마라톤과 도쿄 국제 마라톤에서 우승을 포함한다. 전 경주에서 2시간 08분 53초의 우승 시간은 1991년 가장 빠른 마라톤 기록이었다.
1999년 이래 그는 후쿠오카현 미야와카시에 기지를 둔 도요타 규슈 육상 팀의 감독을 맡아왔다. 그는 2005년부터 2008년 초순까지 팀의 일원이었던 새뮤얼 카마우 완지루를 포함한 많은 선수들의 코치를 맡았다.